# Osnovní pletací stroj
Osnovní pletací stroj (angl.: warp knitting machine, něm.: Kettenwirkmaschine) je souhrnné označení pro zařízení, na kterých se pletací jehly společně pohybují, vytváří ze všech předložených osnovních nití současně řádek a z každé jednotlivé niti sloupek pleteniny.

## Z vývoje konstrukcí osnovních pletacích strojů

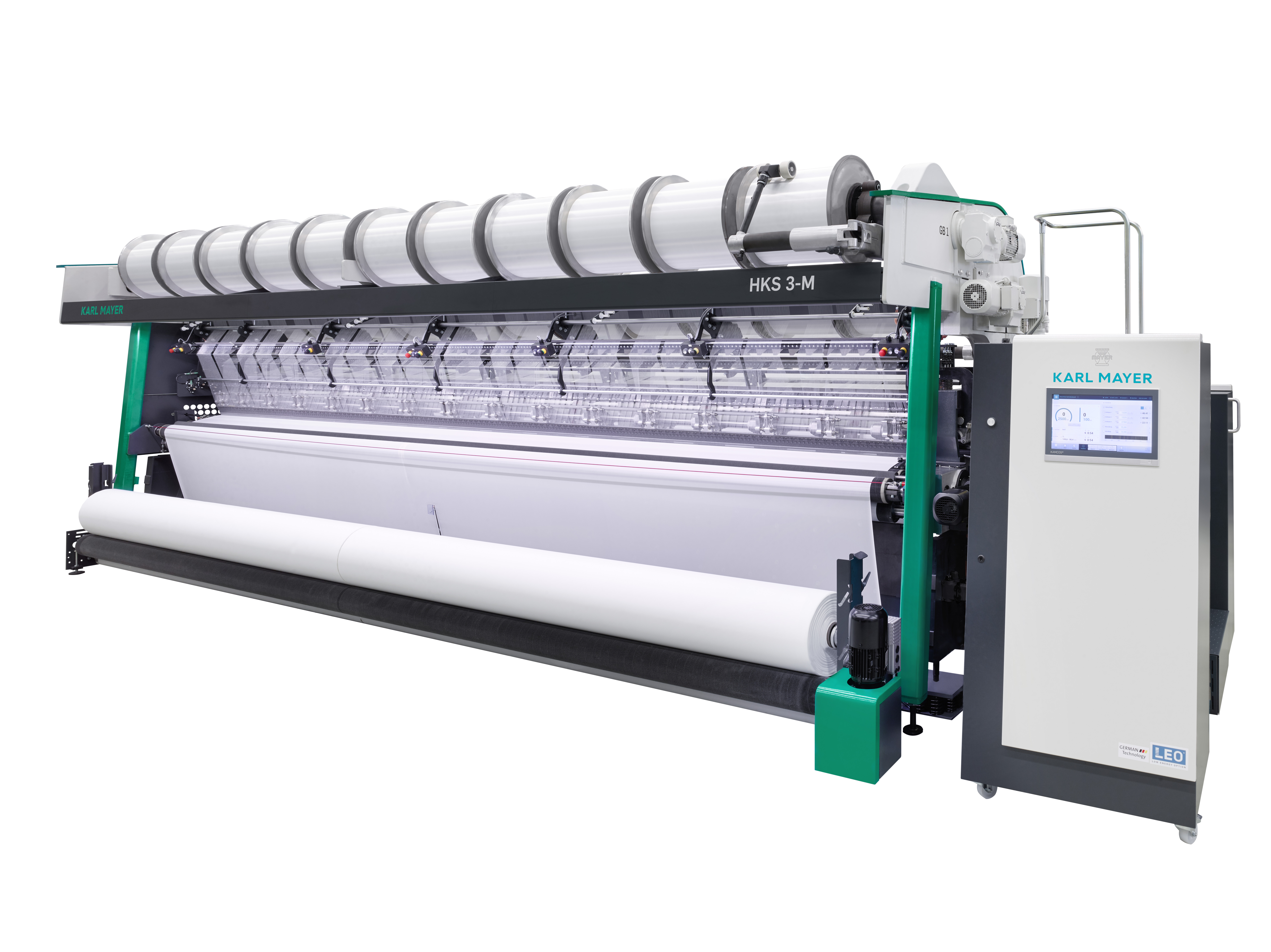
Osnovní stávek z roku 2018

První stroj měl vynalézt Angličan Crane kolem roku 1775. Z řady konstrukcí, které se vyvinuly z původního typu patří v 21. století k nejznámějším druhům: 
- osnovní stávky (anglicky tricot machines) – prototyp z roku 1915, sériová výroba od roku 1947 [2]
- rašly – sériově vyráběné od roku 1953 [2]
- galonové stávky – vyráběné od konce 19. století
- proplétací stroje – na kterých se zčásti tvoří plošná textilie bez použití osnovy (proto se v české odborné literatuře zpravidla nepřiřazují k osnovním pletacím strojům)

Vedle těchto druhů patří k osnovním pletacím strojům např. okrouhlé osnovní stávky a stávky s pletacími trubičkami (viz níže).

## Osnovní stávky
S pomocí nákresu vpravo se dá stručně popsat vznik pleteniny na tomto stroji:
Kladecí jehly položí kličky z osnovních nití na háčkové jehly tak, aby sklouzly na jejich stvoly a mezitím se položí nové kličky na špice jehel. Háčkové jehly se pak pohybují směrem k lisům, s jejichž pomocí se jehly uzavřou, očko se může stáhnout nahoru přes háček a připojit se k hotové pletenině.

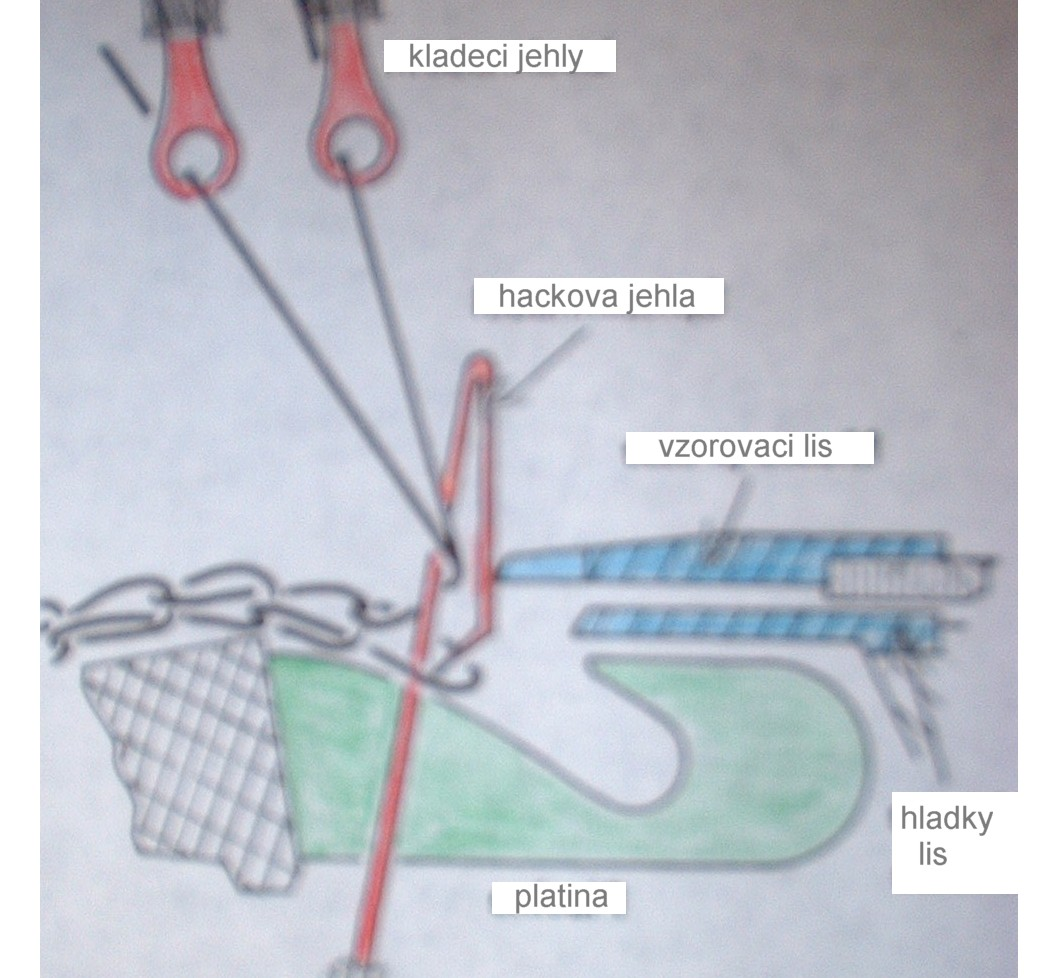
Pletací nástroje na osnovním stávku

Mimo háčkových se často používají trubičkové jehly (anglicky: compound needles), které umožňují vyšší rychlost pletení a zpracování staplových přízí.
Platiny mají za úkol přidržet pleteninu a odhazovat hotová očka.
Pletenina se tvoří naráz z velkého počtu nití (až několika tisíc), ze kterých vzniká při každé otáčce stroje jeden řádek oček vedle sebe. Očka z každé niti se spojují nad sebou do sloupce a sloupce jsou navzájem propojeny podle druhu vazby mezi sebou.
Jehly a všechny pomocné vazební nástroje jsou upevněny v lůžkách nebo na lištách probíhajících po celé pracovní šíři stroje kolmo k předkládané osnově. Pohyb pracovních orgánů je vždy závislý od pohybu celého lůžka nebo lišty (s výjimkou žakárových ústrojí).
Osnovní stávky se staví jako rychloběžné stroje (až 3500 obrátek/min., hodinový výkon až nad 60 kg pleteniny) s maximálně 5 kladecími přístroji, se 7-12 jehlami na centimetr, s pracovní šířkou cca 3,5-4,5 m. (V roce 2013 byl předváděn na veletrhu ShanghaiTex stroj s pracovní šířkou 330 cm a rozteči jehel 0,7 mm při výrobě pleteniny na plavky s rychlostí 4400 obr./min.)
Stroje jsou většinou specializované na určitou skupinu výrobků. (Například kombinace: 2 kladecí přístroje na konvenční s jedním kladecím přístrojem na elastickou přízi). Stávky jsou zaměřeny na pleteniny na spodní prádlo, potahy na nábytek a automobilová sedadla, sportovní oděvy, pleteniny pro obuvnické účely, sítě atd.
Na začátku 21. století byl v Německu vyvinut multiaxiální osnovní stávek. Do osnovy se na něm zaplétá pás útkových nití a příp. stojitá nit. Použití: zejména na prepregy pro vláknový beton. 

## Rašlové stroje

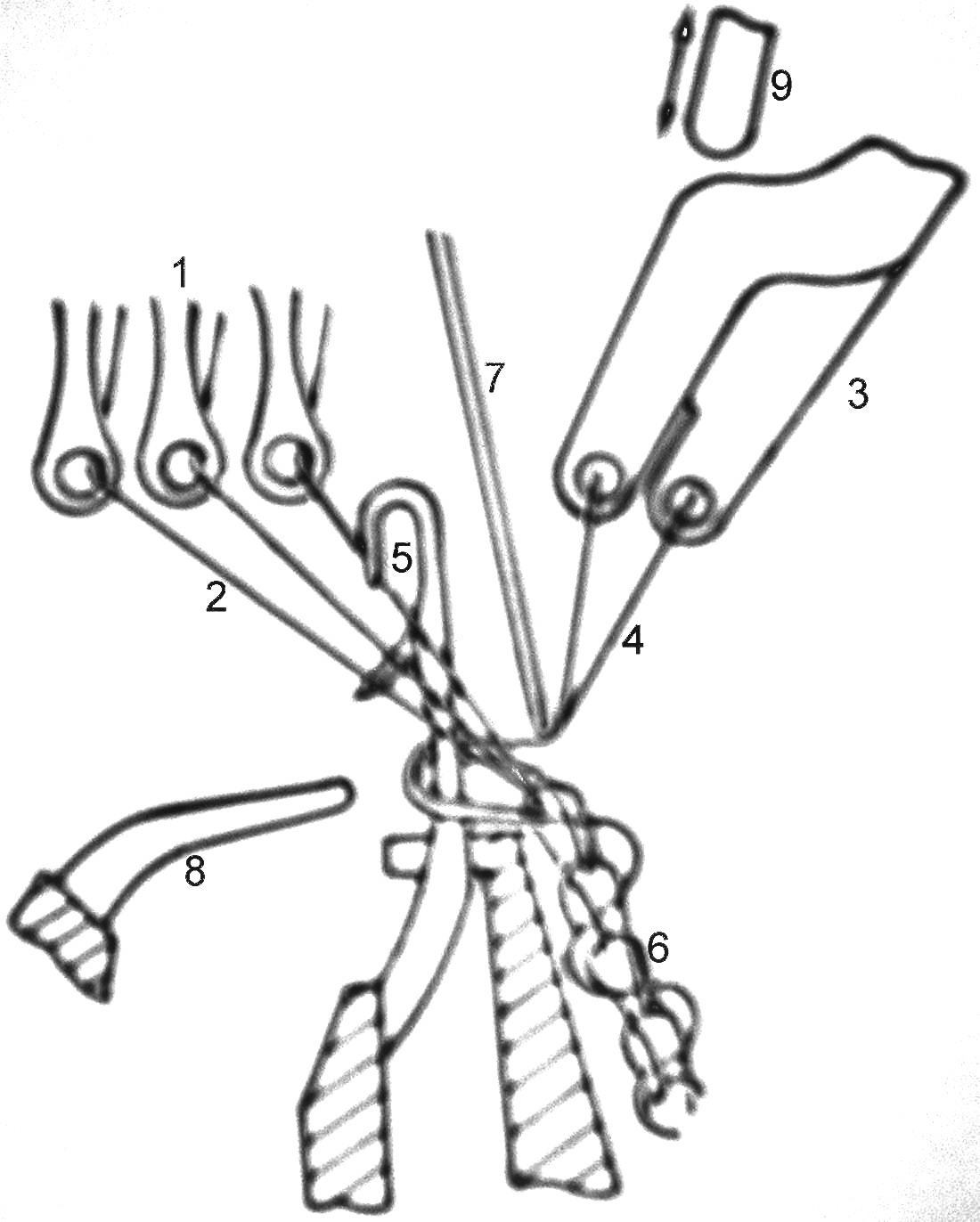
Pletací nástroje na rašlu

Název pochází od jména francouzské herečky E.F. Rachel (1821–1858). Některé nápadné části jejích oděvů se nechaly vyrábět na rašlech v té době právě zkonstruovaných.
Na nákresu vpravo jsou znázorněny pletací nástroje rašlu s žakárovým ústrojím. Kladecí jehly (1) přivádějí nitě základní osnovy (2) a jehly žakárového kladecího přístroje (3) vzorovací nitě (4) k jazýčkovým pletacím jehlám (5). Hotová pletenina (6) se odvádí pod úhlem 180° k přiváděné osnově, (u osnovních stávků je to cca 90°).
K pletacím nástrojům patří dále srážecí plech (7), který tlačí kladené kličky pod hlavice jehel a odhozový hřeben (8) s úkolem odhazovat hotová očka. Součástí žakárového ústrojí je vytěsňovací kolík (9).
Hlavní rozdíly oproti osnovnímu stávku:
- Rašl nemá uzavírací a odhozové platiny (má jen odhozový hřeben a lištu), stroj proto musí být opatřen ústrojím pro odtah pleteniny. Odtah probíhá pod úhlem 160° (oproti 90° na stávku).
- Konstrukce rašlu je robustnější, jehly jsou masivnější, na rašlu se dají zpracovávat také staplové a těžší elastické příze až do 167 tex• (na stávku jen jemnější filamentové příze)[3]
- Standardní rašly se staví s maximálně 6 kladecími přístroji, se speciálním vzorovacím zařízením mohou obsahovat (obzvlášť k výrobě krajek) až 95 lišt. Stroje v jednoduchém provedení mohou dosáhnout rychlosti 1600 upletených řádků za minutu při pracovní šíři 3,3-6,6 m.[10]

Pro speciální účely mohou být stroje přizpůsobeny na 
- žakárové vzorování
- zanášení útku (hromadně přes řetězový zásobník nebo jednotlivě kladecí jehlou, pod volitelným úhlem šikmo k osnově)
- výrobu výztuže ke kompozitům
- použití elastických přízí
- výrobu smyčkových pletenin

## Háčkovací galonové stroje

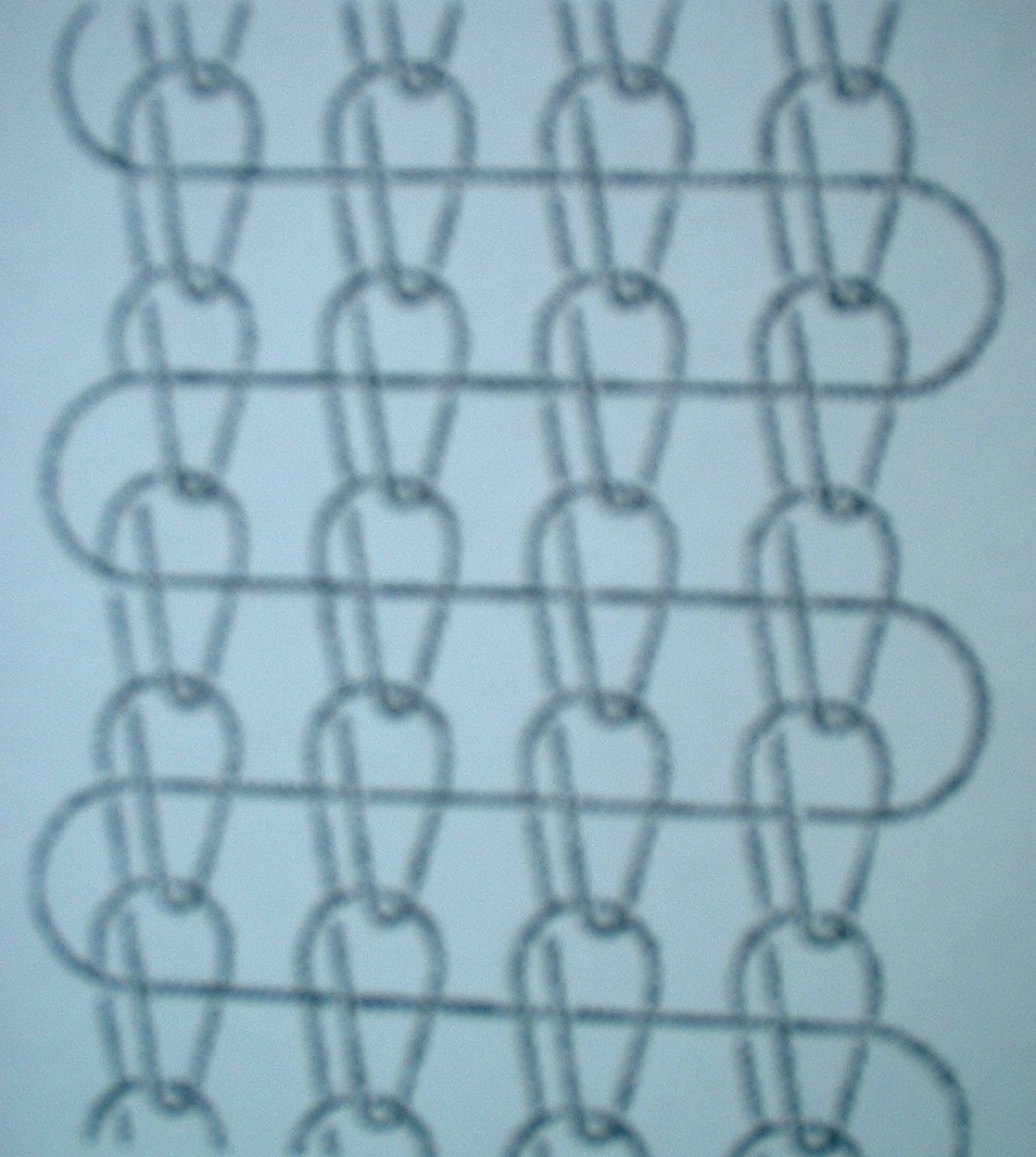
Schematický nákres galonové pleteniny

se používají zejména k výrobě úzkých textilií, tedy stuh, prýmků, řetízků a pod., známé je však také použití k výrobě technických textilií.
Galonová pletenina sestává z vazby uzavřeného řetízku s provléknutou útkovou nití.
Stroj je vybaven karabinovými nebo jazýčkovými jehlami v jednom lůžku, odhazovacími platinami, podpěrnou lištou a vodiči útku.
Zatímco podpěrná lišta drží hotovou pleteninu, podloží vodiče útek pod jehly. Jehly se pak pohybují směrem dopředu, při zpětném pohybu se kolem nich ovíjí nové osnovní nitě, hotová očka se odhazují přes vrcholky jehel a tvoří nový řádek pleteniny. Vodiče útku se v té době posunuly a tak se připravily k novému kladení útkové niti.
Moderní stroje jsou specializované na různé druhy vzorování, dosahují až 300 obrátek/min. při pracovní šíři 40-310 cm s dělením 4-10 jehel/cm. Pro vzorování se dá na strojích instalovat až 16 kladecích lišt.

## Okrouhlé osnovní stávky
(angl.: circular warp knitting machines, něm.: Rundkettenwirkmaschinen) Pletací jazýčkové jehly (s hustotou 2-10/cm) jsou zde umístěny na lůžku kónického tvaru, jednotlivé osnovní niti se odvíjejí z křížem soukaných cívek a jsou vedeny otvory kladecího prstence k jehlám. Jehelní lůžko je opatřeno zářezy, do kterých jehly vklouzají, zatímco prstenec se během každé otáčky stroje posunuje o dvě nebo čtyři jehly tak, že se niti kladou pod jehlou a nad jehlou.
První patenty na popsanou konstrukci byly zveřejněny v roce 1986. 
Ve 2. dekádě 21. století se stavějí okrouhlé osnovní stroje s průměry jehelního lůžka od 3 do 60 mm, s jedním až čtyřmi kladecími prstenci ovládanými vačkami nebo servomotorem. Stroje s průměrem do 12 mm dosahují až 2000 otáček za minutu.
Použití pletenin: síťové obaly, bandáže, dekorativní šňůry (pevné nebo elastické), pozamenty, tkaničky do bot

## Osnovní stávky s pletacími trubičkami (Waltex)
Princip: Dvě lišty s dutými vodiči osnovních nití (namísto pletacích jehel) jsou nastaveny a pohybují se tak, že se z nití každých dvou protilehlých vodičů mohou tvořit očka. Očky se dá také provlékat útek, takže vzniká útvar na přechodu mezi pleteninou a tkaninou.
Stroje se stavějí s pracovní šířkou do 200 cm a s hustotou vodičů nití (mezerami) 3 až 14 mm. Při maximální rychlosti 64 obr./min se dá zanášet 32 útků za minutu. Zařízení jsou vhodná pro zpracování hrubých přízí (cca 80 – 1000 tex), se kterými se počítá s hodinovým výkonem 2,5 – 14 m2 textilie.
Stroje se dají výhodně použít zejména k výrobě pestrobarevných textilií z efektních přízí. Začaly se vyrábět v roce 1961, jediný známý výrobce je italská firma Caperdoni.   Počet strojů v praktickém provozu není (v roce 2023) známý.

## Nasazení vhodných pletacích strojů
Jako měřítko pro posouzení volby druhu a seřízení osnovních pletacích strojů se někdy používá jednotka rack = 480 řádků pleteniny. Při zpracování filamentových přízí má stroj dosáhnout výkonu 1000-2000 racks na 1 přetrh příze, tzn. že běží nepřetržitě až 6 hodin. (U pletenin ze staplových přízí se dá dosáhnout asi 100 racks, tj. 1,5 hodiny bez přetrhu).